# Нуку (Бузау)
Нуку (рум. Nucu) насеље је у Румунији у округу Бузау у општини Бозиору. Oпштина се налази на надморској висини од 632 m.

## Становништво
Према подацима из 2002. године у насељу је живело 101 становника, од којих су сви румунске националности.